# Richard Garcia
Richard Garcia (* 4. September 1981 in Perth) ist ein australischer Fußballspieler auf der Position des Stürmers.

## Karriere

### West Ham United
Garcia begann seine Profi-Karriere bei West Ham United, nachdem er dort mehrere Jahre die Jugendakademie besucht hatte. Während seiner Jugendzeit bei West Ham gewann er in der Saison 1998/1999 mit dem Nachwuchsteam den FA Youth Cup und die FA Premier Youth League. In diesem Team spielte er an der Seite von späteren Stars wie Joe Cole und Michael Carrick. Garcia war in dieser Saison einer der wenigen Spielern, die in jeder Runde zum Einsatz kamen und immer durchspielten. Im August 1999 unterzeichnete Garcia bei West Ham United einen Profivertrag. Im August 2000 wurde er an Leyton Orient ausgeliehen um mehr Spielpraxis zu bekommen. Jedoch musste er aufgrund einer Knieverletzung im November 2000 zu West Ham zurückkehren. Sein erstes Profispiel für West Ham bestritt er im Ligapokal im September 2001 gegen den FC Reading. Er schaffte es jedoch nicht sich dauerhaft im Team durchzusetzen, weshalb er meist in die Reservistenrolle schlüpfen musste. Nachdem West Ham 2003 der Wiederaufstieg in die erste Liga gelungen war, bekam Garcia etwas mehr Spielzeit, doch ein Stammplatz war weit entfernt. Aufgrund von nur 16 Einsätzen wechselte er schließlich zu Colchester United.

### Colchester United
Garcia unterschrieb im September 2004 bei Colchester und gab im selben Monate sein Debüt gegen Swindon Town. Insgesamt brachte er es auf 30 Einsätze in der Saison 2004/05, wobei er sechs Tore erzielen konnte. In der darauf folgenden Saison spielte Garcia eine wichtige Rolle im Team, mit seiner Hilfe schaffte es Colchester durch den zweiten Platz in Football League One in die Football League Championship aufzusteigen. Im FA Cup wurde die fünfte Runde erreicht, wo man jedoch am späteren Sieger, dem FC Chelsea, scheiterte. Colchester dominierte dabei die Partie und war dem Siegtreffer näher als Chelsea, jedoch wurde ein Querpass Garcias von Ricardo Carvalho abgefangen und von dort konnte er ungestört am Torhüter vorbei den Ball ins Netz schlenzen (das Spiel endete schließlich 3:1). Im März 2006 war die Saison für Garcia aufgrund einer erneuten Knieverletzung zu Ende. Am Ende der Saison unterzeichnete Garcia einen neuen Vertrag mit Colchester United. In der Saison 2006/07 kam er auf 36 Einsätze, in denen er sieben Tore erzielte.

### Hull City
Anstatt einen neuen Vertrag mit Colchester zu unterzeichnen, unterschrieb er am 2. Juli 2007 einen Dreijahresvertrag mit Hull City und wechselte ablösefrei zum damaligen Zweitligisten. Sein Debüt für Hull gab er im August 2007 gegen Plymouth Argyle und sein erstes Tor folgte im nächsten Spiel beim 3:0-Auswärtssieg gegen Crewe Alexandra. In der Saison 2007/08 spielte er eine führende Rolle in der Mannschaft von Hull City, jedoch wurde er durch eine Schulterverletzung zurückgeworfen. Sein Comeback gab er beim Play-off-Sieg gegen Bristol City im Mai 2008, wodurch seine Mannschaft in die Premier League aufstieg. Sein erstes Spiel für Hull City in der Premier League bestritt er am 18. August gegen den FC Fulham, wo er auf seiner Außenstürmer Position brillierte.

### Wechsel nach Australien
Zur Saison 2012/2013 wechselte er in die australische A-League und spielte dort zunächst für Melbourne Heart und ab August 2013 für Sydney FC.

## International
Im April 2008 sagte er in einem Interview der australischen Zeitung Sun-Herald, dass sein Ziel sei in der Sooceroos, der australischen Fußballnationalmannschaft, zu spielen und dass die Spiele in der Premier League mit Hull City ihm helfen diesen Traum zu verwirklichen. Am 19. August 2008 schließlich bestritt er sein erstes Länderspiel, als er für die zweite Halbzeit eingewechselt wurde. Das Spiel gegen Südafrika in London endete schließlich 2:2. Sein bis heute 18. und letztes Länderspiel bestritt er unter dem Trainer Holger Osieck am 9. Dezember 2012 gegen die Taiwanische Fußballnationalmannschaft.